# キバリーナ川
キバリーナ川（キバリーナ、英語: Kivalina River、イヌイット語: Kuveleek）は、アメリカ合衆国アラスカ州を流れ、ノースウエストアークティック郡のキバリーナラグーンに注ぐ河川である。水源地は、デロング山脈で、水源地から南西に約100キロメートル先のキバリーナラグーンに注ぎ、最終的にチュクチ海まで流れている。 
川の河口近くには、キバリーナ村（法的には市）が存在する。 